# The Android Invasion
A The Android Invasion a Doctor Who sorozat nyolcvanharmadik része, amit 1976. november 22.-e és december 13.-e között vetítettek négy epizódban.
Ebben a részben jelent meg utoljára Ian Marter mint Harry Sullivan és John Levene mint Benton őrmester (a részben még tiszthelyettes). Valamint ez volt a második és egyben utolsó olyan része a sorozatnak amit Terry Nation írt, de nem szerepel benne dalek.

## Történet
A Doktor és Sarah egy kis angol falu mellett landolnak, a közelben a UNIT Űrvédelmi Állomása található. A falu furcsamód üres, kihalt, a telefon nem működik. A falu lakosai hirtelen előbukkannak, de csak céltalanul tesznek-vesznek. Egy Állomást őrző UNIT katona egyszerűen besétál egy szakadékba. A Doktor a UNIT helybeli embereihez megy magyarázatért, de látszik, hogy őket is a befolyása alatt tartja valami. Ha emberek egyáltalán...
Végül kiderül, hogy egy hadgyakorlat helyszíne, és az ott lévő emberek akik őrzik az erőművet és a falu lakói igazából csak egy másolata az eredeti földi változatuknak. És a hadgyakorlatnak pedig annak a támadásra való gyakorlásnak hogy elfoglalják az erőművet, ami része a Föld elfoglalásának.

## Epizódok listája
| Epizódok sorszáma | Bemutató napja     | Hossza | Nézők száma (millió) |
| ----------------- | ------------------ | ------ | -------------------- |
| 1                 | 1976. november 22. | 24:21  | 11,9                 |
| 2                 | 1976. november 29. | 24:30  | 11,3                 |
| 3                 | 1976. december 6.  | 24:50  | 12,1                 |
| 3                 | 1976. december 13. | 24:40  | 11,4                 |

## Könyvkiadás
A könyvváltozatát 1978. november 16.-n adta ki a Target könyvkiadó.

## Otthoni kiadás
- VHS-n 1995 márciusában adták ki.
- DVD-n 2012. január 9.-n adták ki.
  - A 2-s régió a UNIT Files dobozban adták ki.

### Fordítás
- Ez a szócikk részben vagy egészben  a   The_Android_Invasion című angol Wikipédia-szócikk fordításán alapul.  Az eredeti cikk szerkesztőit annak laptörténete sorolja fel. Ez a jelzés csupán a megfogalmazás eredetét és a szerzői jogokat jelzi, nem szolgál a cikkben szereplő információk forrásmegjelöléseként.